# Monachus monachus
La foca monje del Mediterráneo o foca fraile mediterránea (Monachus monachus) es una especie de mamífero pinnípedo de la familia de los fócidos, una de las más raras que existen. Se encuentra en grave peligro de extinción; antiguamente poblaba las aguas de todo el Mediterráneo y del Atlántico norteafricano, llegando a las islas de Cabo Verde, Madeira y las Canarias (donde dio nombre al islote de Lobos) así como a toda la costa norteafricana.
Citada por primera vez en la Odisea de Homero, se han encontrado restos óseos de estas focas en cuevas de Málaga pertenecientes a los periodos Magdaleniense y Epipaleolítico hace entre 14 000 y 12 000 años. Las marcas, fracturas y quemaduras detectadas en estos huesos indican que la gente de esos periodos utilizaba a las focas no solo por la carne, sino también por la piel y la grasa.

## Cronología de la desaparición en España
Existen aún por todo el litoral muchos topónimos que hacen referencia a la especie, «Cueva de la Vaca», «Punta del Lobo», «Cueva del Lobo Marino», «Isla de Lobos», «Arrecife de las Sirenas», etc., sitios donde las focas monje (también conocidas como lobos o vacas marinas) comían o salían a descansar.
A comienzos del siglo XX la foca monje fue expulsada del litoral más llano, gran parte de Cataluña, Levante y la Costa del Sol; relegándolas a las partes más escarpadas de la Costa Brava y en la franja de litoral que va desde el cabo San de Antonio en Alicante al cabo de Gata en Almería, y las Baleares. Pero en los años 50 comienza el boom de la Costa Brava y también desaparecen de allí, mientras que en Mallorca (1951) se produce la última reproducción confirmada en España y, poco a poco, van desapareciendo de la clandestinidad que le proporcionaban las cuevas al borde de los acantilados marinos.
Los dos últimos ejemplares de foca monje en las Baleares (conocida popularmente como «vell marí»), fueron exterminados en Mallorca en 1958, uno de ellos sacrificado entre las redes de los pescadores de Cala Mondragó, en Santañí, y el otro fue abatido a tiros por un Guardia Civil en la Cala Tuent, Escorca, en abril de 1958. Tras ser abatida, Lluís Gasull de la Societat D'Historia Natural, pudo medir su cadáver, por lo que hoy sabemos lo que midió la última foca de las islas Baleares; 2,52 metros.
En las islas Canarias, la extinción fue anterior y por otros motivos. Aquí las colonias de focas eran muy numerosas —con varios millares de ejemplares—, pero durante la conquista de Canarias fueron cazadas por los normandos y castellanos para la obtención de cuero, grasa y carne, provocando su desaparición.
En 1951 moría en Alicante la última cría peninsular conocida, víctima de un hachazo. Hasta mediados de los años 60 un pequeño grupo de focas sobrevivió en el cabo de Gata y en 1979 se avistó por última vez en la Isla del Fraile de Águilas Murcia. La persecución fue tal que en los años 70 solo se conocían cinco ejemplares en las costas españolas; a comienzos de los 80 solo quedaba uno.
Actualmente, las islas Chafarinas, a 27 millas náuticas al este de Melilla, son el único lugar de la costa española donde existe la especie, representada por uno o dos ejemplares. Hasta principios de los noventa vivía en estas islas el célebre «Peluso», un macho de avanzada edad que se haría popular tras una aparatosa operación de captura para liberarle de un aro de una red de pesca que le aprisionaba el cuerpo, y que murió posteriormente por causas desconocidas.
Los ejemplares que se avistan esporádicamente en la actualidad en las Chafarinas pertenecen a la exigua población argelino-marroquí que vive desde Orán hasta Alhucemas. Según recientes datos la población se habría extinguido al menos en las costas argelinas, aunque no se descarta la presencia de algún ejemplar aislado en las costas marroquíes. 
Sin embargo, el 17 de junio de 2008 apareció la noticia de que un ejemplar de la especie había sido fotografiado por un submarinista en la reserva marina de Isla del Toro (Calviá, Mallorca). La Consejería de Medio Ambiente certificó el avistamiento y constató que se habían dado otros cuatro en la misma zona. Por lo que se intentaría conocer el sexo de la foca para así poder traerle una pareja.
El 25 de enero de 2023 se confirmó que mediante pruebas de ADN que en unas muestras recogidas en el año 2021 al menos una foca monje pasó por las aguas de la Isla de Cabrera y también en Isla Dragonera ambas en las Islas Baleares.

## Distribución actual

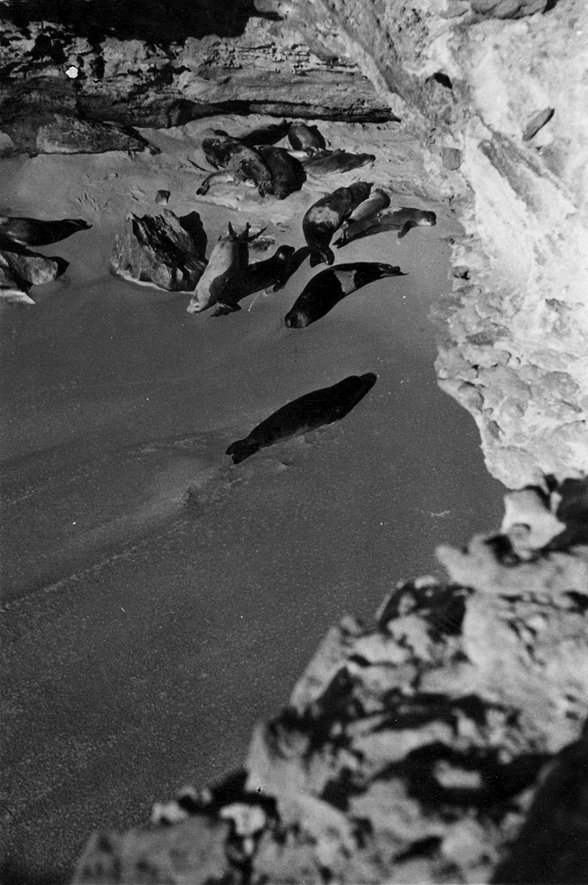
Colonia de focas monje de Cabo Blanco en 1945.

Hoy subsisten diversos ejemplares en Turquía, Grecia, Madeira, Mauritania; los animales no forman colonias estables debido a la gran dispersión de estos, y la investigación que se lleva a cabo se basa solo en los esporádicos avistamientos de algún ejemplar. En la península del Cabo Blanco (Sáhara Occidental - Mauritania) subsiste la última gran colonia de focas monje, descubierta en 1945 por el naturalista español Eugenio Morales Agacino. La colonia está cifrada en unos 200 ejemplares, de un total mundial estimado en unos 500 individuos (estimación del año 2006). Esta situación es muy peligrosa para la supervivencia de la especie, como se demostró en mayo de 1997, año en que se dio una mortandad masiva de focas en la colonia, debida seguramente a una toxina paralizante segregada por una alga dinoflagelada. Esta epizootia acabó con dos tercios de la población existente, y además el 95% de los individuos muertos pertenecían al segmento adulto de la población.
En España es muy difícil avistar algún ejemplar tras la desaparición del último macho, «Peluso», de las islas Chafarinas situadas en la costa norte de África cercanas a Marruecos, por lo que se le considera una de las especies más raras de la fauna ibérica.
Un estudio realizado por el Ministerio de Medio Ambiente de Italia en 2013 confirma la presencia de la foca monje en el área marina protegida en las islas Egadas
En el año 2014 el censo total era de unos 630 ejemplares repartidos por la zona atlántica y mediterránea:
Costa atlántica:
- En Portugal se estiman unos 40 ejemplares, entre las islas Desertas y Madeira, multiplicando por cuatro su número en 25 años.

- En cabo Blanco es de en torno a 250 ejemplares.

Costa mediterránea:
- En el mediterráneo central, en el Adriático, en el golfo de Kvarner en Croacia, se estiman dos colonias con un total de 20 ejemplares; de forma esporádica ha habido avistamientos esporádicos en Italia, en el golfo de Trieste, caso de la playa de Isola Verde, cerca de Chioggia, en el entorno del Parco Regionale Veneto del Delta del Po. Asimismo, en el mar Jónico, en el entorno de Basilicata también ha habido avistamientos esporádicos.

Se desconoce el censo en el litoral de Túnez, sin embargo, ha habido avistamientos esporádicos en el canal de Sicilia, tanto en las islas Egadas, dentro del Área Marina Protetta Isole Egadi como en la Lampedusa en el Área Marina Protetta Isole Pelagie. Al norte, en la isla de Cerdeña también ha habido avistamientos esporádicos, en concreto en Castelsardo.
- En el mediterráneo oriental, en el mar Egeo se estiman unos 350 ejemplares. En Grecia en torno a 250 ejemplares, distribuidos en las islas Esciros, Skíathos, Skópelos y Alonissos, que forman el conjunto de islas Espóradas del Norte, junto con la reserva marina de Kárpatos. En Turquía en torno a 100 ejemplares distribuidos en cuatro provincias, la provincia de Esmirna o Izmir, con Foça y la península de Karaburun, la provincia de Muğla, con el golfo de Gökova, las penínsulas de Datça y Bozburun, el área de Koycegiz-Dalyan y el golfo de Fethiye-Göcek, al sur de la provincia, y por último en las provincias de Antalya y Mersin, al sur de Turquía. Dentro del mediterráneo oriental se desconoce el censo en Chipre, litoral de Siria o Libia.

- En el mediterráneo occidental se estiman unos 20 ejemplares, en torno a 10 ejemplares en Argelia y unos 5 ejemplares en Marruecos; ha habido avistamientos esporádicos en España, tanto en la isla de Toro en Calviá, Mallorca, como en la isla de Alborán.

## Proyectos de recuperación
Considerando que en la antigua área de distribución de la foca monje existen numerosas zonas protegidas en buen estado de conservación se han creado distintos proyectos de recuperación como el de la Dirección General de Conservación de la Naturaleza del Ministerio de Medio Ambiente y la Viceconsejería de Medio Ambiente de Canarias.
El objetivo es recuperar la especie para la fauna española mediante su reintroducción en las islas Canarias orientales, ya que las mismas se encuentran a medio camino geográficamente entre la colonia de Madeira y la de cabo Blanco. De esta forma se podría restablecer el corredor natural genético entre ambos núcleos, que ahora están aislados.
Además, estas islas poseen un adecuado número de espacios naturales protegidos y con un buen nivel de conservación, y reúnen suficiente capacidad biológica para albergar una población de focas, dada su riqueza en especies —presa potenciales— y su baja contaminación marina. 
Otros proyectos similares son el Plan de Acción Internacional para la Recuperación de la Foca Monje en el Atlántico Oriental, dentro del Convenio Especies Migratorias o Convenio de Bonn, en el que participan varios países y entidades, así como el Fondo para la foca monje (FFM) y el proyecto de la Fundación Territorio y Paisaje, creada por Caixa Catalunya.